# Dayton (Wyoming)
Dayton es un pueblo ubicado en el condado de Sheridan en el estado estadounidense de Wyoming. En el año 2010 tenía una población de 757 habitantes y una densidad poblacional de 630.83 personas por km².

## Geografía
Dayton se encuentra ubicado en las coordenadas 44°52′25″N 107°15′46.87″O / 44.87361, -107.2630194. Según la Oficina del Censo, la localidad tiene un área total de 1,2 km² (0,5 mi²), de la cual 1,2 km² (0,5 mi²) es tierra y 0 km² (0 mi²) (0.0%) es agua.

### Localidades adyacentes
El siguiente diagrama muestra a las localidades en un radio de 68 kilómetros (42,3 mi) de Dayton.

## Demografía
En el 2000 la renta per cápita promedia del hogar era de $36.597, y el ingreso promedio para una familia era de $41.500. El ingreso per cápita para la localidad era de $16.389. En 2000 los hombres tenían un ingreso per cápita de $30.909 contra $18.056 para las mujeres. Alrededor del 7.00% de la población estaba bajo el umbral de pobreza nacional.